# جورجي فليروف
جورجي نيكولايفيتش فليروف (2 مارس 1913 في الإمبراطورية الروسية - 19 نوفمبر 1990 في جمهورية روسيا الاتحادية الاشتراكية السوفيتية) فيزيائي (فيزياء نووية) روسي. في عام 2012، تم تكريمه كما أطلق نفس الاسم على عنصر الفليروفيوم. أثناء خدمته العسكرية برتبة ملازم في القوات الجوية السوفيتية أرسل رسالة للزعيم السوفيتي جوزيف ستالين، في أبريل 1942، أشار فيها إلى الصمت المريب في مجال الانشطار النووي في الولايات المتحدة والمملكة المتحدة وألمانيا. وحث على صنع القنبلة النووية دون تأخير.

## من الجوائز التي حصل عليها
- بطل العمل الاشتراكي (1949)
- وسام لينين مرتين (1949 و1983)
- أجل ثورة أكتوبر (1973)
- جائزة لينين (1967)
- جائزة ستالين مرتين (1946، 1949)
- جائزة الدولة اتحاد الجمهوريات الاشتراكية السوفيتية (1975)
- مواطن فخري في دوبنا